# Open 13 2001
L'Open 13 2001 è stato un torneo di tennis giocato sul cemento indoor.
È stata la 9ª edizione dell'Open 13,che fa parte della categoria International Series nell'ambito dell'ATP Tour 2001.
Si è giocato al Palais des Sports di Marsiglia in Francia,
dal 12 febbraio 19 febbraio 2001.

## Campioni

### Singolare
Evgenij Kafel'nikovo ha battuto in finale  Sébastien Grosjean con il punteggio di 7–6(5), 6–2.

### Doppio
Julien Boutter /  Fabrice Santoro hanno battuto in finale  Michael Hill /  Jeff Tarango con il punteggio di 7–6(7), 7–5.